# Digital Micro Systems DMS-5000
Digital Micro Systems DMS-5000 (DMS-5000) је професионални рачунар, производ фирме Digital Micro Systems који је почео да се израђује у Сједињеним Америчким Државама током 1982. године.
Користио је Z80 или 8086 као централни микропроцесор а RAM меморија рачунара DMS-5000 је имала капацитет од 64 KB (Z80) или 1 MB (8086). 
Као оперативни систем кориштен је CP/M или CP/M 86.

## Детаљни подаци
Детаљнији подаци о рачунару DMS-5000 су дати у табели испод.
|                       |                                                                        |
| [ 1 ]                 |                                                                        |
| Произвођач            |                                                                        |
| Тип                   | професионални рачунар                                                  |
| Меморија              | 64 (Z80) или 1 (8086)                                                  |
| Поријекло             | Сједињене Америчке Државе                                              |
| Година                | 1982                                                                   |
| Тастатура             | Пуни помак, 88 тастера са 16 функцијских тастера + нумеричка тастатура |
| Процесор              |                                                                        |
| Фреквенција процесора | непознато                                                              |
| RAM                   | 64 (Z80) или 1 (8086)                                                  |
| ROM                   |                                                                        |
| Текст                 | 80 стубова x 66 линија                                                 |
| Графика               | непознато                                                              |
| Боја                  | једна боја                                                             |
| Звук                  | мали звучник                                                           |
| Димензије             | непознато                                                              |
| Портови               |                                                                        |
| Оперативни систем     |                                                                        |